# Zale brevipennis
Zale brevipennis là một loài bướm đêm trong họ Erebidae.